# Сонни Бой Уильямсон II
Сонни Бой Уильямсон II (англ. Sonny Boy Williamson II; настоящее имя Алек Миллер, англ. Alex Miller; 5 декабря 1899, Глендора, Миссисипи — 25 мая 1965 года, Хелена, Арканзас) — американский блюзовый музыкант, игравший на губной гармонике, певец и композитор.
Алек Миллер был одним из первых и влиятельных блюзовых музыкантов, успешно записывавшихся в 1950-х и 1960-х годах. До того, как выбрать псевдоним «Сонни Бой Уильямсон II», использовал разные имена, в том числе «Rice Miller» и «Little Boy Blue». Поскольку имя «Сонни Бой Уильямсон» уже принадлежало известному чикагскому блюзмену, Миллера называли «Сонни Бой Уильямсон II».

## Биография
В начале музыкальной карьеры записал песню "Dust My Broom" с Элмором Джеймсом. В число других наиболее популярных его записей входят "Don't Start Me Talkin'", 
"Help Me", "Checkin' Up on My Baby", "Bring It On Home".
Предпринял концертный тур по Европе в рамках "American Folk Blues Festival" и записывался с британскими музыкантами, включая группы The Yardbirds и The Animals. Песня "Help Me" стала блюзовым стандартом, 
многие исполнители записывали кавер-версии его песен. Так, кавер-версия песни "Bring It On Home" была записана группой Led Zeppelin и вошла в альбом Led Zeppelin II.

## Дискография

### Альбомы
- Down and Out Blues (Chess, 1959)
- A Portrait in Blues (1963)
- The Blues of Sonny Boy Williamson (1963)
- Sonny Boy Williamson and Memphis Slim (1964)
- Sonny Boy Williamson and the Yardbirds (Fontana, 1966)
- The Real Folk Blues (Chess, 1957-64 [1966])
- More Real Folk Blues (1966)
- Don't Send Me No Flowers (1968)
- Bummer Road (1969)
- Rock Generation Vol. 4 with the Animals (1973)
- King Biscuit Time (1989)

### Синглы и EP
- "Cool, Cool Blues" / "Do It if You Wanta" (Trumpet Records, 1951)
- "Crazy 'Bout You, Baby" / "Eyesight to the Blind" (Trumpet, 1951)
- "Pontiac Blues" / "Sonny Boy's Christmas Blues" (Trumpet, 1951)
- "Mighty Long Time" / "Nine Below Zero" (Trumpet, 1951)
- "Come On Back Home" / "Stop Crying" (Trumpet, 1951)
- "Going in Your Direction" / "Red Hot Kisses" (Trumpet, 1954)
- "Don't Start Me Talkin'"/ "All My Love in Vain" (Checker Records, 1955)
- "Keep It to Yourself" / "The Key (To Your Door)" (Checker, 1956)
- "Let Me Explain" / "Your Imagination" (Checker, 1956)
- "No Nights by Myself" / "Boppin' with Sonny" (Ace Records, 1956)
- "Fattening Frogs for Snakes" / "I Don't Know" (Checker, 1957)
- "Cross My Heart" / "Dissatisfied'" (Checker, 1958)
- "Born Blind" / "Ninety-Nine" (Checker, 1958)
- "Your Funeral and My Trial" / "Wake Up Baby" (Checker, 1958)
- "Let Your Conscience Be Your Guide" / "Unseeing Eye" (Checker, 1959)
- "Temperature 110" / "Lonesome Cabin" (Checker, 1960)
- "Trust My Baby" / "Too Close Together" (Checker, 1960)
- "The Goat" / "It's Sad to Be Alone" (Checker, 1960)
- "Stop Right Now" / "The Hunt" (Checker, 1961)
- "The Hunt" / "Little Village" (Checker, 1961)
- "One Way Out" / "Nine Below Zero" (Checker, 1962)
- "Trying to Get Back on My Feet" / "Decoration Day" (Checker, 1963)
- "Bye Bye Bird" / "Help Me" (Checker, 1963)
- "My Younger Days" / "I Want You Close to Me" (Checker,1964)
- "Bring It On Home" / "Down Child" (Checker, 1965)
- "Baby Let Me Come Back Home" / "November Boogie" / "All Nite Boogie" / "Leavin Blues" (Collectors Special Records EP, 1966)

### Сборники
- In Memoriam (1965, reissued as The Real Folk Blues, 1966)
- Blues Classics by "The Original" Sonny Boy Williamson (1965)
- This Is My Story (1972)

### Sonny Boy Williamson His Harmonica and Houserockers
- "Too Close Together" / "Cat Hop" (Trumpet Records, 1953)
- "Gettin' Out of Town" / "She Brought Life Back to the Dead" (Trumpet, 1954)
- "Empty Bedroom" / "From the Bottom" (Trumpet, 1955)
- "Mr. Downchild" / "Stop Now Baby" (Trumpet, 1954)
- "I Cross My Heart" / "West Memphis Blues" (Trumpet, 1954)
- "Come on Back Home" / "Stop Crying" (Trumpet, 1954)
- "From the Bottom" / "Empty Bedroom" (Blue Horizon Records)[7]